# Eliminator
Eliminator ist das achte Album der amerikanischen Bluesrock-Band ZZ Top. Es erschien im März 1983 bei Warner Bros. Records. Das Musikmagazin Rolling Stone führt es auf Platz 398 seiner Liste der 500 besten Alben aller Zeiten. Das Gitarrensolo zu Sharp Dressed Man wurde von der Musikzeitschrift Guitar World 2008 auf Platz 43 der Besten Gitarrensoli gewählt. Für die Songs Legs und Sharp Dressed Man wurden ZZ Top 2004 in die Rock and Roll Hall of Fame aufgenommen.

## Aufnahmen
Anders als bei den Aufnahmen zu vorhergehenden Alben fanden die Studioaufenthalte nicht während einer laufenden Tournee statt. Die Band begab sich 1982 in ihre „zweite Heimat“ Memphis, Tennessee, um in den Ardent Studios einige Aufnahmen zu machen, die erst später zu den Eliminator Sessions wurden. Neben diesen Studioaufnahmen nutzte die Band die freie Zeit, um Ideen für ihre Stücke zu sammeln. 
So entstand TV Dinners beim Besuch des Green Parrot, eines Nachtclubs in Memphis. Die Melodie war bereits fertig, das Lied hatte jedoch weder einen Namen noch einen Text, als die Band auf dem Overall einer Besucherin diese Phrase las. Sie wussten zwar nicht, was die Worte bedeuten, fanden sie aber interessant und entschieden, das Lied so zu nennen.
Die Idee zu Legs (deutsch: „Beine“) beruht auf einem Erlebnis von Billy Gibbons. Als er eine attraktive Frau auf der anderen Straßenseite erblickte, wendete er sein Auto, um sie anzusprechen. In der Zwischenzeit hatte sie allerdings die Straßenseite gewechselt, weshalb Billy Gibbons sagte: „Sie hat Beine, und sie weiß sie einzusetzen.“ Während der Zeit in Memphis nahm die Band an einem Fitnessprogramm teil, Neil Cordell vom Peabody Hotel Health Club trainierte jeden Morgen zwei Stunden mit den Musikern, bevor sie ins Studio gingen.
Musikalisch zeigte die Band sich unter dem Eindruck des Punkrock, den sie in London kennengelernt hatte. Beeinflusst vom kreativen Ideenreichtum englischer Synthie-Pop-Bands schien den Musikern außerdem der Einsatz von Synthesizern eine interessante Möglichkeit. Nach Meinung von Billy Gibbons war der Synthesizeranteil an der Musik noch recht sparsam, verglichen mit Bands wie Van Halen und deren Lied Jump. Rückblickend sei diese Mischung das Erfolgsrezept für das Album gewesen.
I Got A Six wurde als einziges Lied von Hill gesungen und erinnert mehr an den klassischen Boogie-Rock-Stil der Band.

## Hot Rod „Eliminator Car“

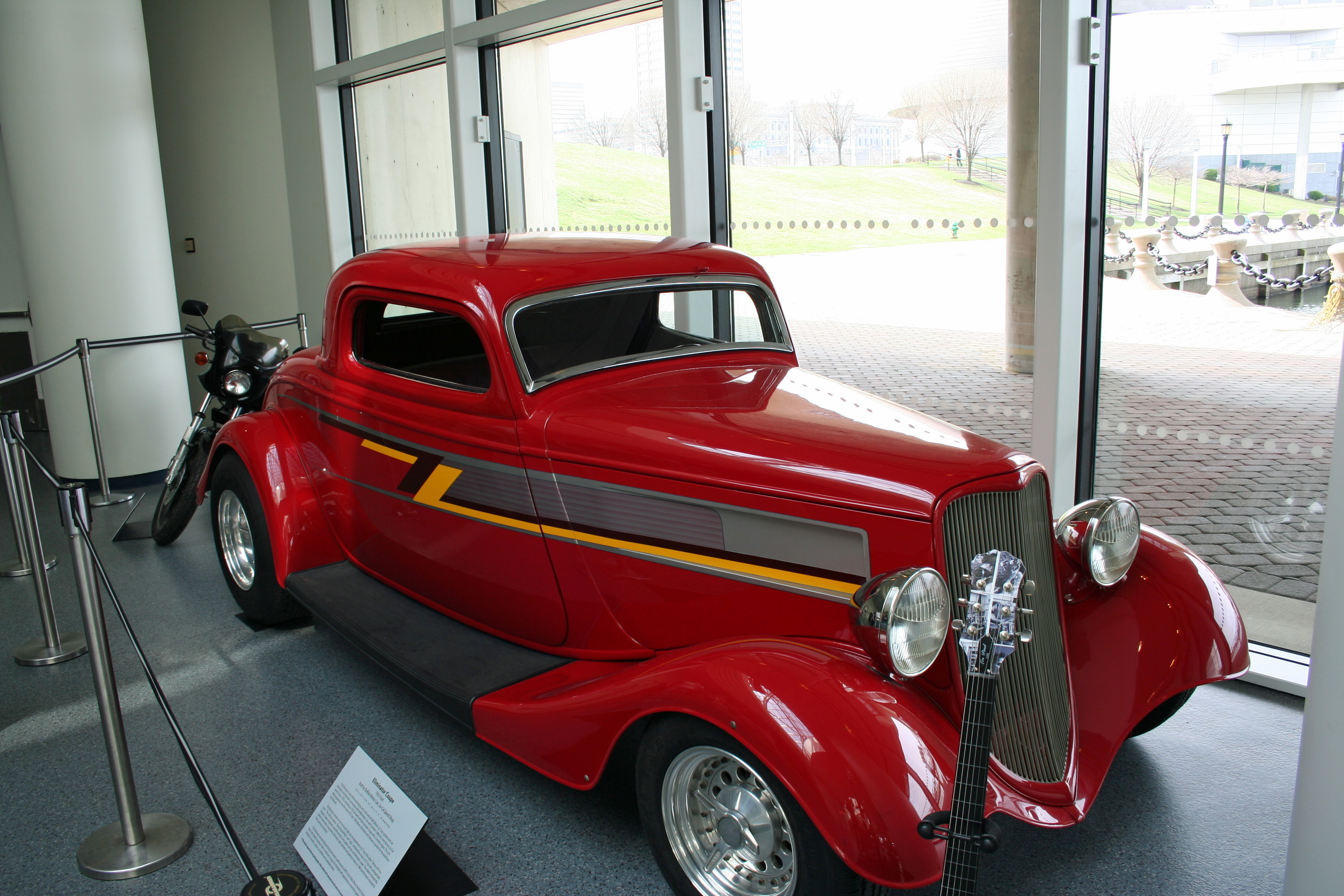
„Eliminator Car“

Auf dem Plattencover ist ein Hot Rod in der Frontansicht abgebildet. Das Original dieses „Eliminator Car“ genannten Fahrzeuges baute Don Thelan 1983 im Auftrag von Billy Gibbons auf der Basis eines 1933er Ford-Coupés, der es als Symbol für das nächste Album einsetzen wollte. Das geflammte Bandlogo stammte von Kenny Youngblood. Seitdem gehört das Auto zu den nicht für den Straßenverkehr gedachten Hot Rods, die am meisten im Fernsehen gezeigt wurden. Da ZZ Top das Originalfahrzeug mit auf Tournee nahm, wurde es stark beansprucht, weshalb Billy Gibbons Chuck Lombardo von California Street Rods beauftragte, eine Kopie zu bauen. Obwohl die Karosserie aus glasfaserverstärktem Kunststoff bestand, unterschied sich die Kopie äußerlich nicht vom Original. Billy Gibbons nutzte die Kopie auch als Straßenfahrzeug.

## Titelliste
1. Gimme All Your Lovin’ – 4:03
2. Got Me Under Pressure – 4:02
3. Sharp Dressed Man – 4:18
4. I Need You Tonight – 6:16
5. I Got the Six – 2:54
6. Legs – 4:31
7. Thug – 4:19
8. TV Dinners – 3:50
9. Dirty Dog – 4:06
10. If I Could Only Flag Her Down – 3:39
11. Bad Girl – 3:16

Alle Titel wurden von Billy Gibbons, Dusty Hill und Frank Beard geschrieben.

## Rezeption
In einem zeitgenössischen Review im Rolling Stone meint der Rezensent, dass das Album die typische Geschichte eines Mannes erzählt, der sich ins Nachtleben von Houston stürzt, um eine Frau für eine Nacht zu finden. Er hat vernünftig gegessen (TV Dinners), trägt die richtige Kleidung (Sharp Dressed Man) und besitzt das richtige Auto und die richtige Einstellung (Gimme All Your Lovin). Am nächsten Morgen stellt er fest, dass alles zu schnell ging (Bad Girl) und gibt ihr wenig schmeichelhafte Namen (Dirty Dog). Stephen Thomas Erlewine hebt das Hitpotenzial des Albums hervor, Gimme All Your Lovin‘,Sharp Dressed Man und Legs seien die großartigsten Singles seit Tres Hombres gewesen. Allein schon wegen der Lieder zähle das Album zu den drei besten von ZZ Top, aber der Einsatz der Synthesizer und Sequenzer habe genau den Zeitgeist getroffen und Eliminator damit zum Verkaufserfolg gemacht. Allerdings weist Erlewine darauf hin, dass die alten Fans aus den Bluesrock-Zeiten das Album sicher nicht uneingeschränkt gemocht haben. Frank Albrecht von Rock Hard bezeichnete das Album als „mit Hits vollgepackt[e] … arschgeile Platte, bei deren Hörgenuss man schlichtweg nicht ruhig sitzen bleiben kann“; das Magazin wählte Eliminator 2007 auf Platz 271 der nach Meinung der Redaktion besten 500 Rock- bzw. Metalalben.

## Kommerzieller Erfolg

### Chartplatzierungen
| ChartsChartplatzierungen       | Höchstplatzierung | Wochen |
| ------------------------------ | ----------------- | ------ |
| Deutschland (GfK)              | 25 (44 Wo.)       | 44     |
| Schweiz (IFPI)                 | 11 (20 Wo.)       | 20     |
| Vereinigte Staaten (Billboard) | 9 (185 Wo.)       | 185    |
| Vereinigtes Königreich (OCC)   | 3 (139 Wo.)       | 139    |

| ChartsJahrescharts (1983) | Platzierung |
| ------------------------- | ----------- |
| Deutschland (GfK)         | 45          |

### Auszeichnungen für Musikverkäufe
Das Album ist das bislang kommerziell erfolgreichste Album der Band, es erhielt 1996 in den USA Zehnfach-Platin („Diamond Award“) für 10 Millionen verkaufte Einheiten.
| Land/Region                  | Auszeichnungen für Musikverkäufe (Land/Region, Auszeichnung, Verkäufe) | Verkäufe   |
| ---------------------------- | ---------------------------------------------------------------------- | ---------- |
| Australien (ARIA)            | 4× Platin                                                              | 280.000    |
| Belgien (BRMA)               | Gold                                                                   | 25.000     |
| Deutschland (BVMI)           | 3× Gold                                                                | 750.000    |
| Finnland (IFPI)              | Platin                                                                 | 71.121     |
| Frankreich (SNEP)            | 2× Platin                                                              | 600.000    |
| Irland (IRMA)                | Platin                                                                 | 50.000     |
| Kanada (MC)                  | Diamant                                                                | 1.000.000  |
| Neuseeland (RMNZ)            | 8× Platin                                                              | 160.000    |
| Niederlande (NVPI)           | Gold                                                                   | 50.000     |
| Österreich (IFPI)            | Gold                                                                   | 25.000     |
| Schweiz (IFPI)               | Platin                                                                 | 50.000     |
| Vereinigte Staaten (RIAA)    | Diamant                                                                | 11.000.000 |
| Vereinigtes Königreich (BPI) | 4× Platin                                                              | 1.200.000  |
| Insgesamt                    | 4× Gold · 24× Platin · 2× Diamant ·                                    | 15.261.121 |

Hauptartikel: ZZ Top/Auszeichnungen für Musikverkäufe